# Phytomyza rhabdophora
Phytomyza rhabdophora este o specie de muște din genul Phytomyza, familia Agromyzidae, descrisă de Griffiths în anul 1964.
Este endemică în Germania. Conform Catalogue of Life specia Phytomyza rhabdophora nu are subspecii cunoscute.